# Sở Hoài vương
Sở Hoài vương (楚懷王,355 TCN- 296 TCN, trị vì: 328 TCN-299 TCN), tên thật là Hùng Hoè (熊槐) hay Mị Hòe (芈槐), là vị vua thứ 40 của nước Sở - chư hầu nhà Chu trong lịch sử Trung Quốc.
Hùng Hòe là con trưởng của Sở Uy vương Hùng Thương, quốc vương thứ 39 của nước Sở. Năm 328 TCN, Uy vương mất, Thái tử Hùng Hòe lên nối ngôi, tức là Sở Hoài vương.

## Giữa hợp tung và liên hoành
Năm 328 TCN, nhân Sở Hoài vương mới lên ngôi, trong nước có đại tang, Ngụy Huệ vương đem quân đánh Sở, chiếm được đất Hình Sơn.
Năm 323 TCN, ông cử lệnh doãn Chiêu Dương đánh nước Ngụy, chiếm 8 ấp ở Tương Lăng của Ngụy. Tuy nhiên sau đó, Sở Hoài vương đổi hướng tấn công sang nước Tề. Tề Tuyên vương cử Trần Chẩn đi sứ sang gặp Chiêu Dương, dùng lời lẽ thuyết phục Chiêu Dương rút quân về.
Năm 325 TCN, vua Tần Huệ Văn công xưng vương, tức Tần Huệ Văn vương, đề nghị liên minh cùng nước Tề và nước Sở để chống lại phe hợp tung do Công Tôn Diễn đề xuất. Sở Hoài vương bèn liên minh cùng Tần và Tề. Năm 324 TCN, tướng quốc nước Tần là Trương Nghi sang nước Sở bàn việc liên hoành. Sở Hoài vương đồng ý, cùng hội minh với Tề, Tần, Ngụy ở Niết Tang.
Tần Huệ Văn vương cử Trương Nghi sang nước Ngụy, mời liên hoành với Tần, được vua Ngụy trọng dụng. Sở Hoài vương và Tề Tuyên vương thấy việc liên hoành giữa Ngụy với Tần bất lợi cho mình, nên ủng hộ Công Tôn Diễn.
Năm 318 TCN, Công Tôn Diễn tập hợp quân năm nước Ngụy, Sở, Hàn, Triệu, Yên cùng chống Tần, cử Sở Hoài vương làm Tung trưởng (người chỉ huy phe hợp tung). Tuy nhiên cuối cùng nước Sở và nước Yên không ra quân, chỉ còn lại Tam Tấn (Hàn, Ngụy, Triệu), nhưng khi tiến đến cửa Hàm Cốc thì bị quân nước Tần đánh bại.

## Tham đất Thương Ư
Năm 314 TCN, nước Sở kết thân với nước Tề, đem quân đánh Khúc Ốc của Tần khiến nước Tần lo ngại. Tần Huệ Văn vương nghe lời Trương Nghi, bãi chức ông ta rồi sai sang nước Sở, hứa nhường đất Thương Ư cho Sở với điều kiện Sở phải tuyệt giao với Tề.
Sở Hoài vương vui mừng, chấp nhận lời đề nghị đó, đem nói với triều thần. Đại thần Trần Chẩn cho rằng Sở Hoài vương đã bị lừa nhưng ông không nghe, sai sứ sang Tề tuyệt giao và sang Tần đòi đất. Trương Nghi biết kế đã thành, bèn giả vờ say rượu ngã khỏi xe, rồi cáo bệnh không ra làm việc với sứ thần. Sở Hoài vương tưởng Trương Nghi cho rằng mình chưa tuyệt giao hẳn với nước Tề, lại sai người sang Tề mắng nhiếc, cự nự. Tề vương tức giận, bỏ Sở theo Tần. Trương Nghi biết kế đã thành, mới ra ngoài, nói với sứ giả là mình chỉ hứa dâng có sáu dặm chứ không phải 600 dặm.

## Chiến tranh với Tần lần 1
Sứ giả về tâu việc bị Trương Nghi đánh lừa. Sở Hoài vương vô cùng tức giận, chuẩn bị đem quân đánh Tần. Trần Chẩn lại can rằng không nên và khuyên ông nên đem một ấp lớn hối lộ cho Tần để Tần giúp mình đánh Tề, bù lại 600 dặm đất nhưng ông không đồng ý, đem quân đánh Tần. Quân Tần có sự giúp đỡ của Tề và Ngụy và Hàn, phát binh chống lại quân Sở.
Mùa xuân năm 312 TCN, quân Sở giao chiến với quân Tần ở Đơn Dương. Quân Sở đại bại, bị giết 8 vạn người, tướng Khuất Cái và Phùng Hầu Sửu bị bắt. Sở Hoài vương tức giận, không chịu lui binh, lại đánh nhau với quân nước Tần ở Lam Điền, bị quân Tần đánh bại lần nữa, mất 600 dặm đất Hán Trung. Cùng lúc đó, hai nước Hàn, Ngụy cũng thừa cơ đánh Sở, buộc Sở Hoài vương phải rút quân về.

## Không giết Trương Nghi
Năm 311 TCN, Sở Hoài vương điều quân đánh Tần, vây đất Ung Thị, bị quân Tần phản công, chiếm đất Thiệu Lăng.
Cùng năm đó Tần Huệ Văn vương lại đề nghị sẽ trả một nửa vùng Hán Trung cho Sở để cầu hòa. Sở Hoài vương trả lời không cần đất, chỉ muốn có Trương Nghi. Trương Nghi biết vua Sở ghét mình, nhưng ỷ vào việc có thân tình với Cận Thượng (bề tôi thân tín của Hoài vương), nên chấp nhận sang nước Sở.
Khi Trương Nghi đến, Sở Hoài vương không gặp, đem giam lại, định giết đi để trả thù. Cận Thượng lại hết mực khuyên ông không nên giam Trương Nghi, vì sẽ làm vua Tần (Huệ vương) giận. Sau đó Cận Thượng nói với Trịnh Dữu (ái thiếp của Hoài vương) rằng nếu Trương Nghi bị giam thì vua Tần sẽ đem mĩ nữ tặng vua Sở để cứu Nghi, thì Trịnh Dữu không còn được sủng ái. Trịnh Dữu hoảng sợ, xin Hoài vương thả Trương Nghi về nước.
Sau khi Trương Nghi được thả lại tìm cách xoay tiền nước Sở. Ông ta hứa sẽ tìm gái đẹp về làm phi cho Sở Hoài vương, để làm tiền hai bà Nam Hậu và Trịnh Dữu, sau đó xin thôi vì hai bà này đã đẹp rồi, rồi về nước. Khuất Nguyên vừa từ nước Tề về, khuyên Hoài vương giết Trương Nghi. Sở Hoài vương hối hận sai truy nã Nghi nhưng Nghi đã về nước rồi.

## Bị Phùng Chương lừa gạt
Năm 309 TCN, Tề Mẫn vương đưa thư sang Sở xin cùng hợp tung chống Tần. Sở Hoài vương đồng ý, tuyệt giao với Tần mà thân Tề và Hàn.
Năm 308 TCN, Tần Vũ vương sai Cam Mậu hợp quân với nước Ngụy cùng đánh thành Nghi Dương của Hàn. Sở Hoài vương cử Cảnh Thúy đem quân giúp Hàn. Tướng Phùng Chương nước Tần xin Tần Vũ vương cắt Hán Trung cho Sở để Sở lui quân. Nhưng sau khi chiếm Nghi Dương, Phùng Chương bội ước, khuyên Tần Vũ vương đuổi mình đi, rồi vua Tần trơ tráo nói rằng mình vốn không có hứa.
Cùng lúc đó, Cảnh Thúy tiến binh đánh Tần, buộc vua Tần phải dâng đất Chử Tảo để cầu hòa.

## Thân Tần, gây chiến với Hàn và Việt
Năm 307 TCN, Sở Hoài vương đánh nước Hàn, vây đất Ung. Tần Chiêu Tương vương đem quân cứu Hàn, quân Sở rút lui.
Năm 306 TCN, Sở Hoài vương liên minh với nước Tề đánh Việt, chiếm toàn bộ nước Việt và đất Ngô cũ, lập ra quận Giang Đông, nhưng con cháu vua Việt vẫn ở lại cai quản một số đất cũ ở phía Nam sông Trường Giang.
Năm 304 TCN, Sở Hoài vương muốn kết thân với Tần, cùng Tần Chiêu Tương vương đến hội ở Hoàng Cúc. Sở Hoài vương dâng đất Tương Thượng cho Tần, ngược lại lại Tần Chiêu Tương vương trả lại huyện Thượng Dung cho nước Sở.
Thừa tướng của nước Tần là Cam Mậu trốn sang nước Tề, Tề Mẫn vương cử Cam Mậu đi sứ nước Sở. Tần Chiêu Tương vương nghe tin Mậu ở nước Sở, sai sứ đến nhờ Sở Hoài vương đưa về Tần. Sở Hoài vương định nghe theo, tuy nhiên sau đó tướng Sở là Phạm Quyên can gián không nên đưa ông về Tần, cũng không nên giữ lại. Hoài vương đồng ý và cuối cùng Cam Mậu không về Tần được.

## Chiến tranh với Tần lần 2
Năm 303 TCN, quan hệ giữa Tần- Sở lại bất hòa. Tần Chiêu Tương vương sai Trương Hoán đánh Sở, năm sau chiếm được Tân Thành.
Năm 302 TCN, liên quân ba nước Tề-Hàn-Ngụy hợp sức tấn công Sở. Sở Hoài vương cử thái tử sang nước Tần cầu cứu. Vua Tần sai Khách khanh là Thông giúp Sở. Quân ba nước rút lui.
Năm 300 TCN, Tần liên quân với Tề-Hàn-Ngụy cùng đánh Sở, giết tướng Sở là Đường Muội, tiến đến Trọng Khâu rồi rút binh.
Năm 299 TCN, Tần Chiêu Tương vương lại đánh Sở, giết hai vạn quân nước Sở. Sở Hoài vương hoảng sợ, sai thái tử Hoành sang Tề xin giúp.

## Bị vua Tần lừa bắt
Năm 298 TCN, Tần Chiêu Tương vương sai Thứ trường Hoàn mang quân đánh Sở, giết tướng Sở là Cảnh Khoái, chiếm 8 ấp.
Nước Sở liên tiếp bại trận và mất đất, khí thế rất suy nhược. Năm 297 TCN, Tần Chiêu Tương vương viết thư mời Sở Hoài vương đến hội họp để nối lại hòa hiếu. Sở Hoài vương đọc thư, ngần ngại không quyết. Đại thần Chiêu Thư khuyên ông nên cảnh giác với nước Tần hay lừa dối, nên mang theo binh sĩ để phòng bị. Con ông là công tử Lan khuyên ông cứ đến dự không cần quân sĩ vì tình hòa hiếu của nước Tần. Sở Hoài vương nghe lời con, tự mình sang Tần không dùng binh sĩ.
Tần Chiêu Tương vương sai tướng phục binh ở Vũ Quan ngăn giữ. Khi Sở Hoài vương đến nước Tần, qua Vũ Quan, vua Tần Chiêu Tương vương sai một tướng đến Vũ Quan, trá xưng là vua Tần, rồi bắt ông đưa đến Hàm Dương (kinh đô của Tần). Đến nơi, Tần Chiêu Tương vương bắt ông phải dùng lễ phiên thần với ông ta. Sở Hoài vương vô cùng giận dữ không làm theo. Lúc này ông hối hận vì không nghe lời Chiêu Sư.
Tần Chiêu Tương vương ép Sở Hoài vương phải cắt đất Vu và Kiềm Trung mới cho ông về nước. Ông giận mắng vua Tần hay dối trá, không chịu cắt đất, nên vua Tần tiếp tục giữ ông ở lại Hàm Dương.
Ở nước Sở, quần thần nghe tin Hoài vương bị bắt, bèn sai người sang Tề đón thái tử Hoành về nước. Tề Mẫn vương muốn dùng thái tử để ép nước Sở dâng Hoài Bắc, nhưng sau thôi, đưa thái tử về nước. Người nước Sở lập Hùng Hoành nối ngôi, tức là Sở Khoảnh Tương vương.

## Trốn về nước không thành
Nghe tin nước Sở có vua mới, Tần Chiêu Tương vương tức giận, đem quân sang đánh Sở, chiếm 15 thành Vu Quan, giết 5 vạn quân nước Sở.
Năm 297 TCN, Sở Hoài vương lập kế để về nước, nhưng cửa Hàm Cốc thông đường về Sở bị quân Tần án ngữ, phải đi sang nước Triệu. Triệu Huệ Văn vương mới lên ngôi, sợ nước Tần không dám dung nạp Sở Hoài vương. Vì vậy vua Triệu không dám cho ông ở lại.
Sở Hoài vương phải chạy sang nước Ngụy, nước Ngụy cũng không dám nhận. Quân Tần truy bắt, Hoài vương bị bắt trở lại nước Tần.

## Qua đời
Năm 296 TCN, Sở Hoài vương bệnh mất ở Tần, vua Tần cho trả thi thể về nước an táng. Người nước Sở nghe tin, khóc thương như mất người thân thích.
Sở Hoài vương làm vua 30 năm, lưu vong ở nước Tần được hai năm, không rõ bao nhiêu tuổi. Gần hai mươi năm sau khi ông qua đời, kinh đô Dĩnh của Sở cũng bị Tần san phẳng, Sở Tương vương phải thiên về đất Trần. Nước Sở ngày càng suy yếu, không còn là đối trọng với cường Tần, đến năm 223 TCN thì bị tiêu diệt.
Về sau đến cuối thời nhà Tần, Hạng Lương khởi binh chống Tần, cho tìm con cháu vua Sở lập làm vua để có danh nghĩa chính thống, tìm được một người là Hùng Tâm. Biết lòng người nước Sở vẫn thương tiếc Sở Hoài vương, Hạng Lương bèn tôn Hùng Tâm là Sở Hoài vương để kích động lòng chống Tần.

## Gia quyến
- Cha: Sở Uy vương Hùng Thương[1].
- Mẹ: Sở Uy hậu. Công chúa nước Triệu
- Thê thiếp:

1. Nam Hậu Trịnh Tụ (南后 鄭袖), sủng phi. Về sau cùng Cận Thượng (靳尚) câu kết, hãm hại Khuất Nguyên.
2. Ngụy mỹ nhân (魏美人), một người thiếp do Quốc vương nước Ngụy tặng[28].

- Con trai:

1. Sở Khoảnh Tương vương Hùng Hoành (?-263 TCN)[1]